# آکیله لائورو (خواننده)
آکیله لائورو (به انگلیسی: Achille Lauro) (زاده ۱۱ ژوئیهٔ ۱۹۹۰) خواننده ایتالیایی است.
او نماینده سان مارینو در یوروویژن ۲۰۲۲ بود.